# Sofa (zespół muzyczny)

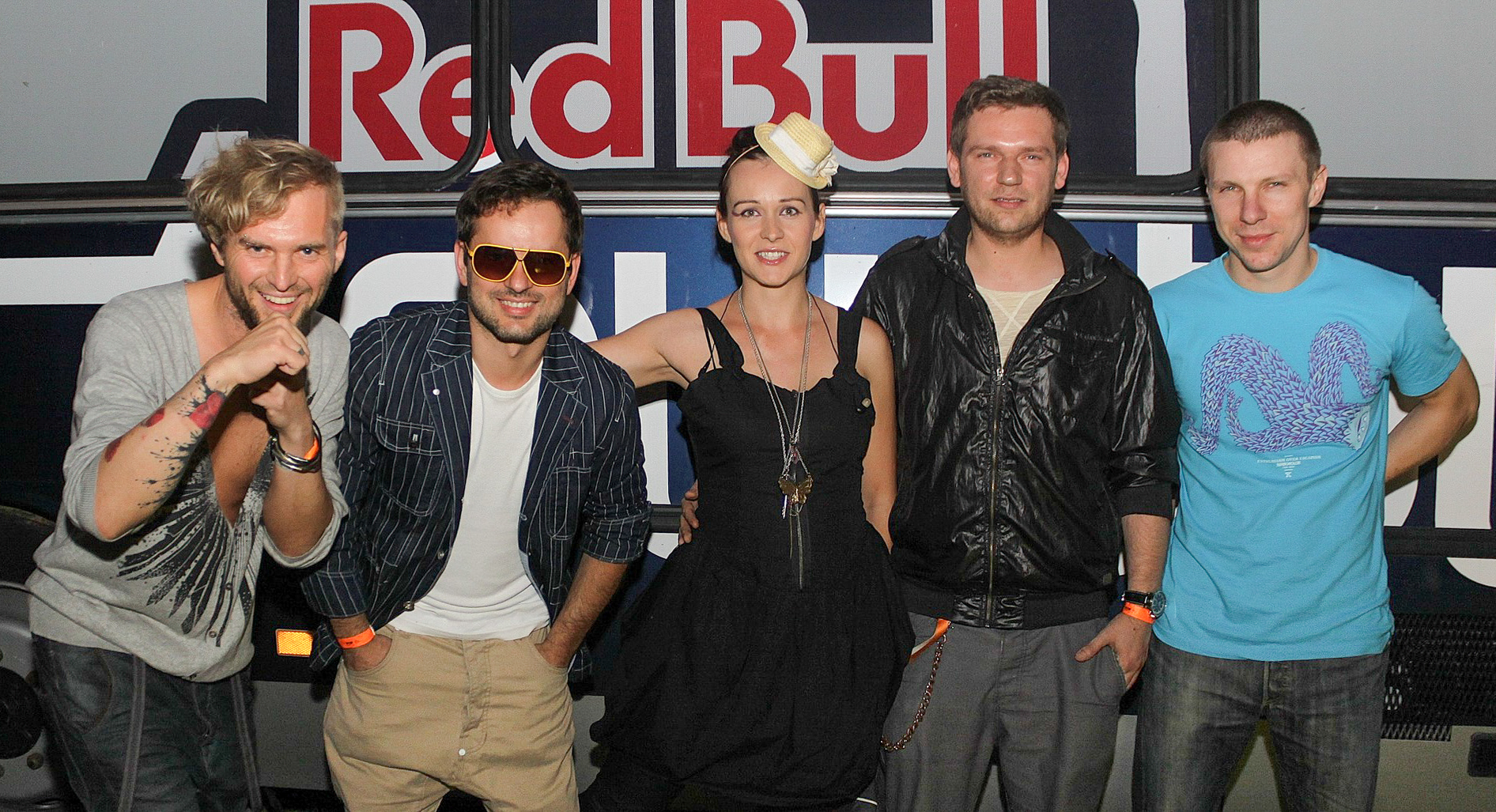
Tomasz Organek i Sofa (2011)

SOFA – polska grupa wykonująca muzykę z pogranicza hip-hopu, soulu, funku, jazzu i R&B. Powstała w 2003 roku w Toruniu.

## Historia
Zespół powstał w pierwszych miesiącach 2003 roku z inicjatywy czterech muzyków: Adama Staszewskiego, Michała Bryndala, Tomasza Organka i Bartosza Staszkiewicza. Również w 2003 roku formacja wzięła udział w toruńskich eliminacjach do festiwalu FAMA. Podczas finału w Świnoujściu zespół wystąpił z wokalistką Anią Karamon. Wkrótce potem do grupy dołączył urodzony w RPA raper o polskich korzeniach – Iwo „S.T.U.B.” Naumowicz. W październiku 2003 roku Annę Karamon zastąpiła Katarzyna Kurzawska.
W 2004 roku zespół wziął udział w 4 AM Hip-Hop Festival 2004. Latem i jesienią tego samego roku formacja nagrała minialbum Wicked Skills. Nagrania spotkały się z zainteresowaniem prezentera radiowego, dziennikarza muzycznego i znawcy czarnych brzmień – Hirka Wronę. Dzięki niemu doszło do spotkania łódzkiego rapera – Adam Ostrowskiego znanego jako O.S.T.R. i SOFY. W lutym 2005 perkusistę Michała Bryndala zastąpił Robert Markiewicz.
10 lipca 2005 roku SOFA podpisała kontrakt z wytwórnią fonograficzną Kayax i w sierpniu rozpoczęto pracę nad debiutanckim albumem. Płyta Many Stylez miała premierę 15 maja 2006 roku. W maju 2006 roku, po premierze albumu, został opublikowany teledysk do pierwszego singla zatytułowanego „Moje życie to…” wyreżyserowanego przez Annę Maliszewską, a tytułowy utwór z płyty Many Stylez zakwalifikował się do festiwalu TOPtrendy. Dzięki poparciu publiczności SOFA wzięła udział w etapie finałowym i wystąpiła na koncercie Trendy 15 lipca 2006. 21 lipca  grupa otrzymała statuetkę „Flisaka” oraz tytuł „Nowej Twarzy Roku” plebiscytu „Toruńskie Gwiazdy”, w którym o zwycięzcach decydowali słuchacze Radia GRA, czytelnicy Gazety Wyborczej, a także internauci portalu Wirtualny Toruń.
Wraz z początkiem września przyszedł kolejny sukces podczas Vena Festival. Spośród 1100 utworów zgłoszonych do konkursu 200-osobowe, międzynarodowe jury zdecydowało o tym, że SOFA obok wielu twórców znalazła się w finałowej 15. W ramach festiwalu wybrano 5 zespołów spośród wspomnianej 15, które zagrały koncert w londyńskim klubie Scala! Finał festiwalu odbył się 16 września w Łodzi, gdzie SOFA zajęła 7 miejsce.Podczas letniej trasy 2006 zespół SOFA archiwizował swoje koncerty na wideo. Z połączenia tych materiałów powstał teledysk do „F.A.Q.” m.in. zawierający fragmenty z koncertu zarejestrowanego 24 września 2006 roku w Muzyczny Studiu Polskiego Radia im. Agnieszki Osieckiej dla Programu 3 PR.
Wiosną 2007 SOFA została uznana za fonograficzny debiut roku i uhonorowana statuetką „Fryderyka” w kategorii nowa twarz fonografii. Formacja uzyskała także nominację do Paszportu „Polityki”. Latem 2007 roku zespół wystąpił na KFPP w Opolu w Konkursie Premier z piosenką „Szkoda słów” oraz został twarzą Pepsi i 17 września zagrał przed amerykańską grupą The Black Eyed Peas w Warszawie. SOFA po raz kolejny zaklasyfikowała się do finału Vena Festival 2007, gdzie zajęli 7. pozycję. Piosenka „Keep On Shakin'” walczyła o laur tego konkursu. Latem 2008 roku, w ramach festiwalu „Toruńskie Gwiazdy”, SOFA otrzymała certyfikat Astra Registry, poświadczający posiadanie własnej gwiazdy o nazwie SOFA, znajdującej się w konstelacji Wężownika.
Przygotowania i realizacja drugiej płyty trwały cały rok 2008 oraz początek 2009 roku. Albumu zatytułowany Doremifasofa ukazał się 30 marca 2009 roku nakładem wytwórni Kayax. 21 czerwca 2009 SOFA po raz drugi zagościła na antenie PR Trójki w studio im. Agnieszki Osieckiej promując nowe wydawnictwo. W lutym 2010 roku płyta uzyskała nominację do nagrody polskiego przemysłu fonograficznego Fryderyka w kategorii: album roku hip-hop/R&B.

## Dyskografia

### Albumy
| Rok                        | Dane dot. albumu                                                                 | Pozycja na liście |
| Rok                        | Dane dot. albumu                                                                 | POL               |
| -------------------------- | -------------------------------------------------------------------------------- | ----------------- |
| 2004                       | Wicked Skills (EP) - Data: 2004 - Wydawca: wydanie własne                        | –                 |
| 2006                       | Many Stylez - Data: 15 maja 2006 - Wydawca: Kayax                                | 46                |
| 2007                       | Trójka Live! (oraz O.S.T.R.) - Data: 24 października 2007 - Wydawca: 3 SKY MEDIA | –                 |
| 2009                       | Doremifasofa - Data: 30 marca 2009 - Wydawca: Kayax                              | 36                |
| 2012                       | Hardkor i disko - Data: 28 lutego 2012 - Wydawca: EMI Music Poland               | 31                |
| „–” album nie był notowany |                                                                                  |                   |

### Notowane utwory
| Rok  | Tytuł           | Pozycja na liście | Album        |
| Rok  | Tytuł           | LP3               | Album        |
| ---- | --------------- | ----------------- | ------------ |
| 2006 | „Moje życie to” | 47                | Many Stylez  |
| 2009 | „Ona Movie”     | 12                | Doremifasofa |

## Teledyski
| Rok  | Tytuł                           | Reżyseria/Realizacja              | Album           | Źródło |
| ---- | ------------------------------- | --------------------------------- | --------------- | ------ |
| 2006 | „Moje życie to...”              | Anna Maliszewska                  | Many Stylez     | [ 16 ] |
| 2009 | „Affairz” (gościnnie: O.S.T.R.) | Mateusz Pleskacz, Jacek Nastał    | Doremifasofa    | [ 17 ] |
| 2010 | „Życie w stylu Summer Sale”     | Only Only                         | Doremifasofa    | [ 18 ] |
| 2012 | „Hardkor i disko”               | Maciek Szupica, Maciej Chodziński | Hardkor i disko | [ 19 ] |
| 2012 | „Serpentyny i mydlane banki”    |                                   | Hardkor i disko | [ 20 ] |

## Nagrody
| Rok  | Nagroda      | Kategoria                         | Uwagi     | Źródło |
| ---- | ------------ | --------------------------------- | --------- | ------ |
| 2006 | „Fryderyk”   | Nowa Twarz Fonografii             | Nagroda   | [ 5 ]  |
| 2006 | „Fryderyk”   | Grupa roku                        | Nominacja | [ 5 ]  |
| 2007 | Superjedynki | Płyta hip hop/r’n’b (Many Stylez) | Nominacja | [ 21 ] |
| 2007 | Superjedynki | Debiut roku                       | Nominacja | [ 21 ] |
| 2010 | „Fryderyk”   | Album Hip Hop/R&B (Doremifasofa)  | Nominacja | [ 9 ]  |